# 催淚電影
催淚電影是指令人感动、煽人泪下的电影类型。

## 细分
爺們哭電影（Guy-cry film）是催泪电影的一个分支，指的是主要以男性為目標觀眾，並有強烈情緒元素的電影。運動電影可算是爺們哭電影，但體育並不一定是爺們哭電影的必要元素。戰爭電影和傳記片也可屬類為爺們哭電影。一些可被義為爺們哭電影的包括：《夢幻成真》、《豪情好傢伙》、《挑戰不可能》、《黃金時代》以及《力挽狂瀾》。
同時，爺們哭電影是一個新詞，用以屬納出過去一些在票房和評論上取得成功的電影。最早期的爺們哭電影弄追溯到1970年代，並多以手足之情、犧牲、忠誠和家庭為題材。影片如《浪蕩子》、《飛越杜鵑窩》均是當時的代表作。
2008年，《俄勒岡州報》選出一系統爺們哭電影，當中包括《搶救雷恩大兵》、《辛德勒的名單》和《受難曲》等。《娛樂周刊》也在翌年列出「可讓男人落淚的電影」，名單中包括不少動畫電影，比如《史努比回家》和《玩具總動員3》。

## 資料來源
1. 1 2 3 4 5 6 7   （页面存档备份，存于） MSN Entertainment, by Richard T. Jameson, "The Big Guy Cry", accessed 02-19-2009
2. 1 2 3 4 5 6 7   （页面存档备份，存于） Fox News, by Amber Milt (Amber Milt), "The Guy Cry Genre: Chick Flicks for Men", accessed 02-19-2009
3. ↑   （页面存档备份，存于） The Oregonian (June 12, 2008), "Sad scenes: Movies that make a guy cry", accessed 02-19-2009
4. ↑   （页面存档备份，存于） Entertainment Weekly, "Reader Picks: Movies That Make Grown Men Cry", accessed 02-19-2009